# Naďa Šormová
Naďa Šormová, rozená Cejnarová (* 24. dubna 1938, Kamenice nad Lipou) je česká operní pěvkyně (sopranistka) a hudební pedagožka.

## Život a dílo
Narodila se v Kamenici nad Lipou. Když jí bylo čtrnáct let, tak byla na táboře, kde přijel Moravský dechový kvintet. S kvintetem měla vystupovat brněnská zpěvačka, která však nepřijela, a tak díky jejího zpěvu ji vyzvali hudebníci, aby si s nimi zazpívala. Po vystudování gymnázia v Ústí nad Labem chtěla pokračovat na konzervatoři nebo akademii, ale Jitka Švábová, u které soukromě studovala ji poradila, aby ještě počkala a naučila se nejprve pořádně zpívat. Po dvou letech, kdy byla zaměstnána jako skladová účetní, se přihlásila na HAMU. Zde studovala v letech 1958 až 1962 a během této doby byla v letech 1959 až 1963 sólistkou Armádního uměleckého souboru Víta Nejedlého. V roce 1963 se stala sólistkou opery plzeňského divadla, kde například ztvárnila Leonoru v Trubadúru, Violettu Valéry v La traviatě, Marcelinu ve Fideliu nebo titulní role v Luise Millerové a Příhodách lišky Bystroušky.
Od 23. července 1966 byla sólistkou operního souboru Národního divadla v Praze. Díky jejímu suverénnímu pěveckému projevu, ale také něze, oduševnělosti a v neposlední řadě i osobnímu šarmu a půvabu zde vytvořila řadu rolí. Ztvárnila zde například Mimì i Musettu v Bohémě, Ludiši v Branibořích v Čechách, Katušku i Hedviku v Čertově stěně, Jitku v Daliborovi, Karolínu ve Dvou vdovách, Taťánu v Evženu Oněginovi, Hraběnku ve Figarově svatbě, Barče a Vendulku Hubičce, Evu v Mistrech pěvcích norimberských, Mařenku v Prodané nevěstě, Blaženku v Tajemství nebo titulní role v Mirandolině a Příhodách lišky Bystroušky. Kromě toho hostovala také na mnoha operních scénách a koncertních pódiích v Československu, Evropě, Asii, ale také i ve Spojených státech amerických. Zde se v roce 1977 podílela  na koncertním provedení opery Dalibor po boku tenoristy Nicolaie Geddy v newyorské Carnegie Hall. Nahrála i mnoho diskografie, například kompletní nahrávku Smetanových Dvou vdov pro Supraphon a hodně pro vydavatelství Panton. Ve stálém angažmá v Národní divadle byla do 23. dubna 1994.
V letech 1978 až 1992 vyučovala na Pražské konzervatoři a od roku 1994 působila na Základní umělecké škole Pro Arte Viva, kterou vlastní její dcera Ivana.
Jejím manželem byl houslista Pavel Šorm, se kterým měla dceru. V roce 1966 odjel do angažmá do Holandska a společně s dcerou ho jezdívaly navštěvovat, a také zde i zpívala. Po roce 1968 se rozhodl v Holandsku zůstat natrvalo, a tak ze rozvedli.
V roce 1980 jí byl přiznán titul „Zasloužilá umělkyně“ a v roce 2024 převzala cenu Thálie za celoživotní mistrovství v oboru opera.